# José Enrique Ayarra
José Enrique Ayarra Jarne (Jaca, 23 de abril de 1937-Sevilla, 18 de marzo de 2018) fue un organista y sacerdote católico español, organista titular de la Catedral de Sevilla desde 1961 hasta su fallecimiento en 2018.

## Biografía

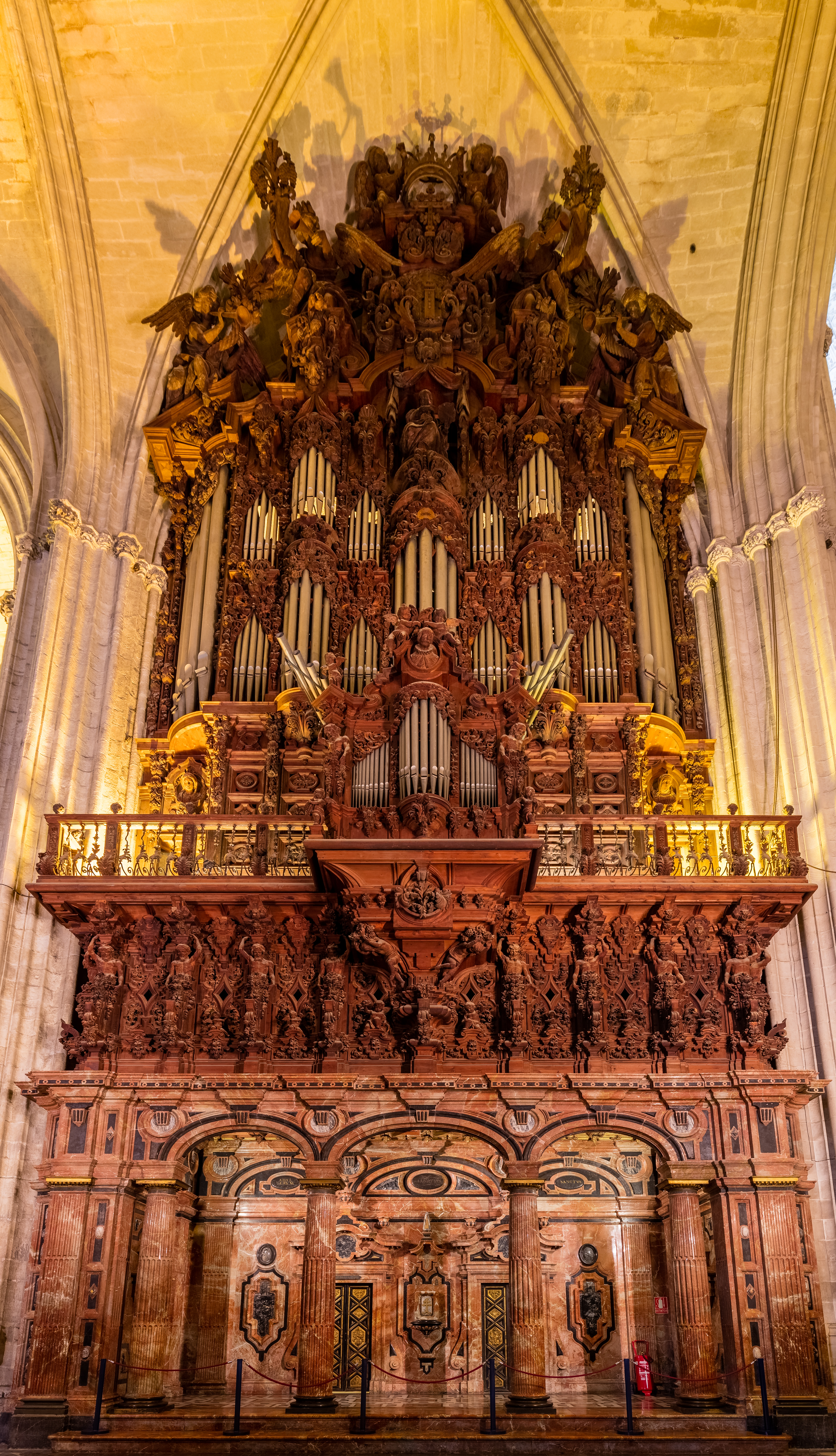
Órgano de la Catedral de Sevilla

Con tres años recibió sus primeras lecciones musicales. A los once finalizó los estudios de piano en el conservatorio de Zaragoza, a los 23 se ordenó sacerdote en Sevilla tras pasar por los seminarios de Jaca y Vitoria donde tuvo por profesor de música a Luis Aramburu. Posteriormente se diplomó en órgano por el Instituto Católico de París donde fue discípulo de Edouard Souberbielle y recibió lecciones de Olivier Messiaen. Fue organista y canónigo de la Catedral de Sevilla desde 1961, puesto en el que sucedió a Norberto Almandoz Mendizabal.
También fue catedrático de órgano del Conservatorio Superior de Sevilla entre 1979 y 2002; y organista del Hospital de los Venerables, sede de la Fundación Focus. Como intérprete ofreció conciertos de órgano en 62 países, tanto en Europa como en América y Ásia.
Falleció en la ciudad de Sevilla tras sufrir un derrame cerebral.

## Discografía

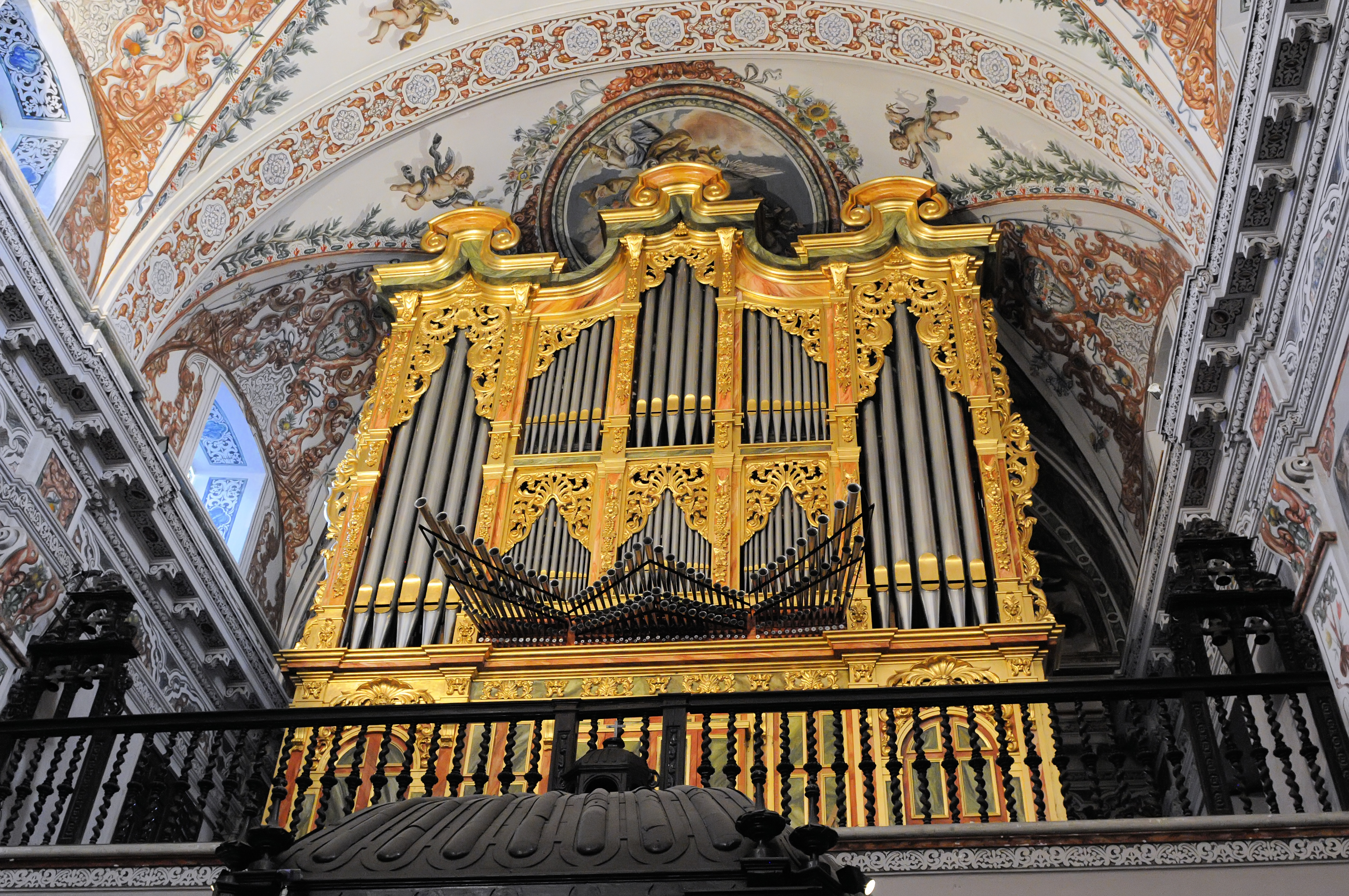
Órgano de la iglesia del Hospital de los Venerables (Sevilla)

- Música de órgano en los conventos de Sevilla.
- Grabación de la obra completa del organista Francisco Correa de Arauxo interpretada en instrumentos históricos de Andalucía (6 CD).
- Manuel Castillo: Obra Para órgano. José Enrique Ayarra y el grupo de metales de la Real Orquesta Filarmónica de Sevilla (3 CD). Incluye las siguientes piezas: Suite para órgano (1956), Elevación (1957), Hi Accipient. Fantasía sobre un tema gregoriano (1960), Fantasía para un libro de órgano (1972), Preludio, Tiento y Chacona (1972), Diferencias para órgano sobre un tema de Manuel de Falla (1976), Cuatro cuadros de Murillo (1982), Variaciones sobre un tema de Almandoz (1990), Sinfonía para órgano (1991), Retablos de los Venerables - Ocho meditaciones para órgano (1993), Modo Antiquo (1994), Concierto sacro hispalense para órgano, metales y timbales (1997).
- 500 años de música de órgano en la Catedral de Sevilla (2 CD).
- Aires barrocos en el órgano de Los Venerables.

## Publicaciones

### Libros

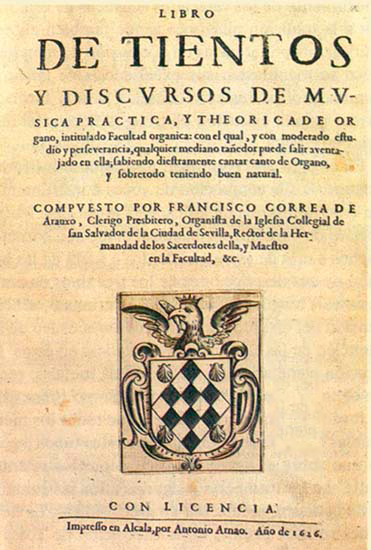
Facultad Orgánica de Francisco Correa de Arauxo

Es autor de diferentes libros relacionados con el patrimonio musical de Andalucía, entre ellos los siguientes:
- Francisco Correa de Arauxo, organista sevillano del siglo XVII.
- La música en la Catedral de Sevilla.
- Hilarión Eslava en Sevilla.
- Historia de los grandes órganos del coro de la Catedral de Sevilla.
- Órganos en la provincia de Sevilla.[5]
- El órgano en Sevilla y su proyección hacia el Nuevo Mundo.

### Artículos
- La música de órgano española en el siglo XIX.
- 500 años de música de órgano en Sevilla.
- La música para órgano de Manuel Castillo.
- El Órgano y su literatura en la liturgia y en la cultura.
- El maestro Don Eduardo Torres en Sevilla.
- Jesús Guridi y el órgano español en el siglo XX.
- El órgano del siglo XVIII en Andalucía.
- Órganos barrocos en Sevilla.
- Ante el IV centenario del nacimiento de Francisco Correa de Arauxo.
- La restauración del claviórgano catedralicio sevillano.
- Carta de Tomás Luis de Victoria al Cabildo sevillano.
- El Concilio Vaticano II y el canto gregoriano.
- Sevilla en la vida y la obra del organista Francisco Correa de Arauxo.
- El Padre Antonio Soler y Sevilla.
- Don Hilarión Eslava en Sevilla.
- Un documento de excepcional interés para la historia de los órganos catedralicios de Sevilla.
- Nueve motetes de Francisco Guerrero.

## Reconocimientos
- En los años 1989 y 1993 obtuvo el premio de la Junta de Andalucía a la Investigación musical.
- Académico numerario de la Real Academia de Bellas Artes de Santa Isabel de Hungría de Sevilla.
- Premio Andalucía de la Música en 1990, por su labor investigadora, docente, de conservación y difusión del Patrimonio Musical Andaluz, especialmente el repertorio organístico histórico y contemporáneo, como su proyección internacional.[6]
- Académicos Correspondientes de la Real Academia de Bellas Artes de San Fernando.